# Ноє Бург (Відень)

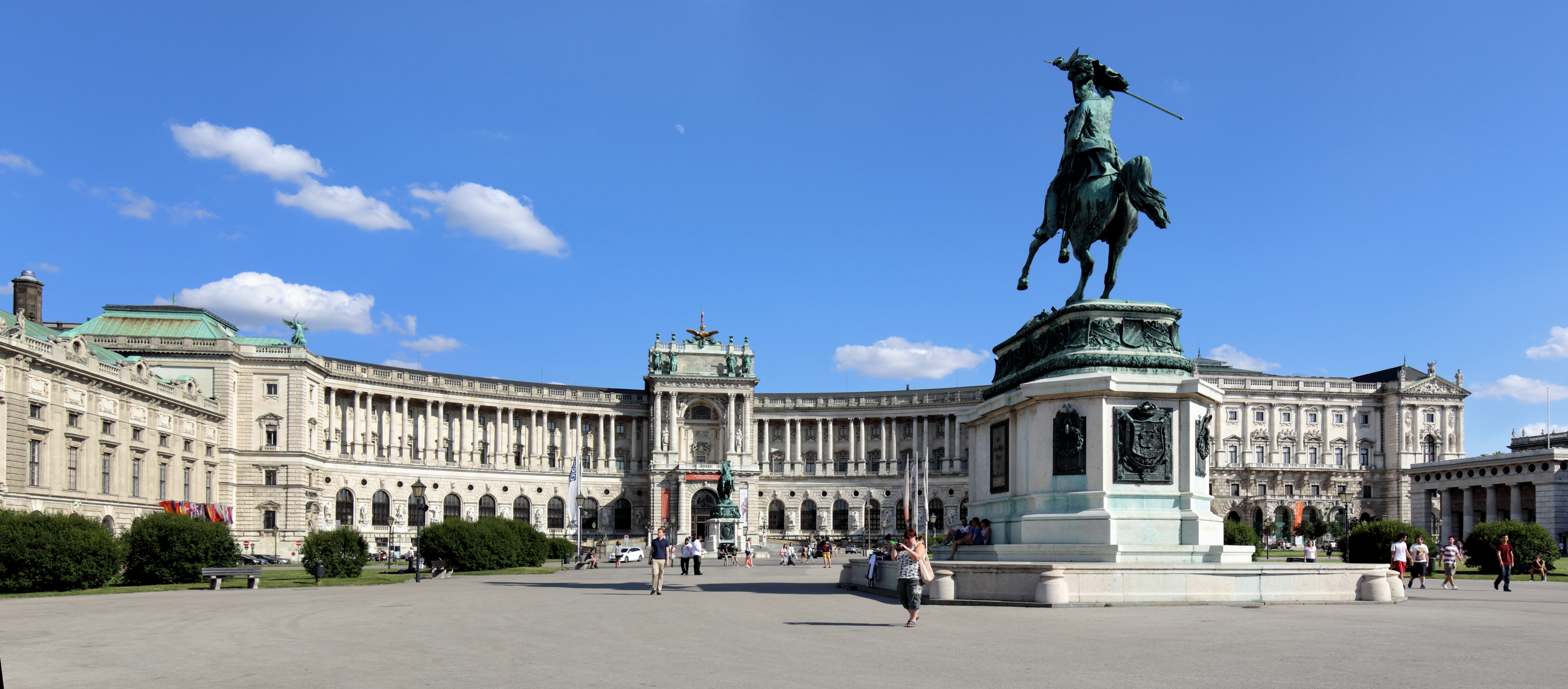
Південно-східне крило Ноє Бургу

Ноє Бург (Новий замок) — частина Віденського Гофбурга та монументального Кайзерфоруму, який Готфрід Земпер і Карл Фрайхер фон Газенауер спланували та частково збудували для імператора Франца Йосифа в 1869 році.

## Опис

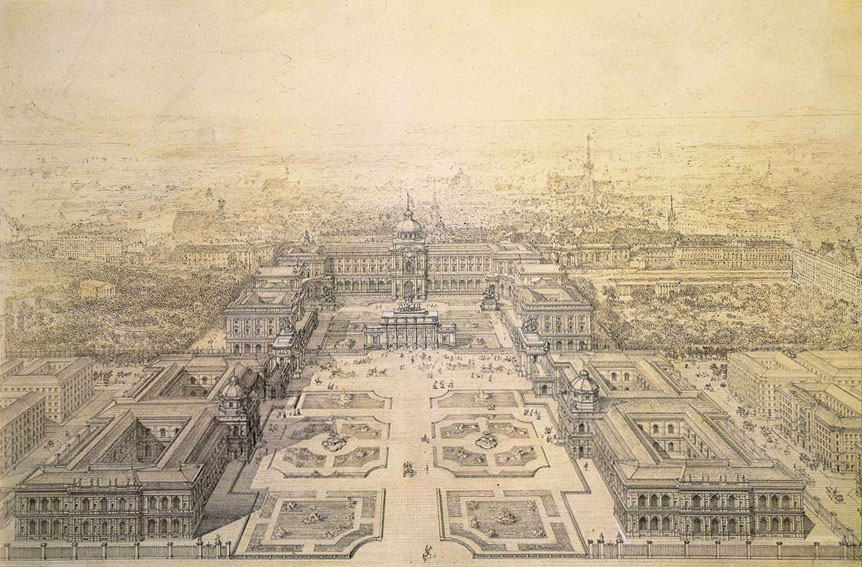
Ноє Бург (у центрі праворуч на малюнку) утворив Кайзерфорум із подвійним крилом навпроти

Після того, як з 1871 року почали будувати два придворні музеї, в 1881 році імператор схвалив будівництво «гофбурзького крила проти Кайзергартену», яке офіційно називалося Ноє Бург або Новий замок. Після смерті Газенауера, в 1894-97 роках його учні Бруно Грубер і Отто Хофер, в 1897-99 роках державні службовці Еміль фон Фьорстер і Юліан Нідзельський більш-менш вдало керували будівництвом до 1899 року, а Фрідріх Оман був призначений архітектором Гофбурга. Крім усього іншого, він зміг побудувати скляний будинок у Бурггартені.
Будівництво стало дуже дорогим через місцеві природні умови. Фундаменти довелося копати до 25 метрів, оскільки ділянка була на розпушеній ділянці колишніх міських ровів і підземних оборонних систем. Для цих фундаментів використано пористу силікатну цеглу. Частини несучого кам'яного фасаду, які особливо піддаються навантаженню, виготовлені з твердого каменю Вьоллерсдорфер. Основа зроблена з білого вапняку з Дуна-Алмаш поблизу Сютто на захід від Естергома в Угорщині. Облицювання кладки складається з крейдяного карстового вапняку з Марзани в Істрії, з острова Брач, Хорватія. Олександр Нер робив у замку численні слюсарні та ковані роботи.

У 1906 році імператор Франц Йосиф призначив свого племінника та спадкоємця престолу Франца Фердинанда протектором будівництва замку. Фрідріха Омана змінив Людвіг Бауман, який вів будівництво до 1923 року, але так і не зміг його завершити.

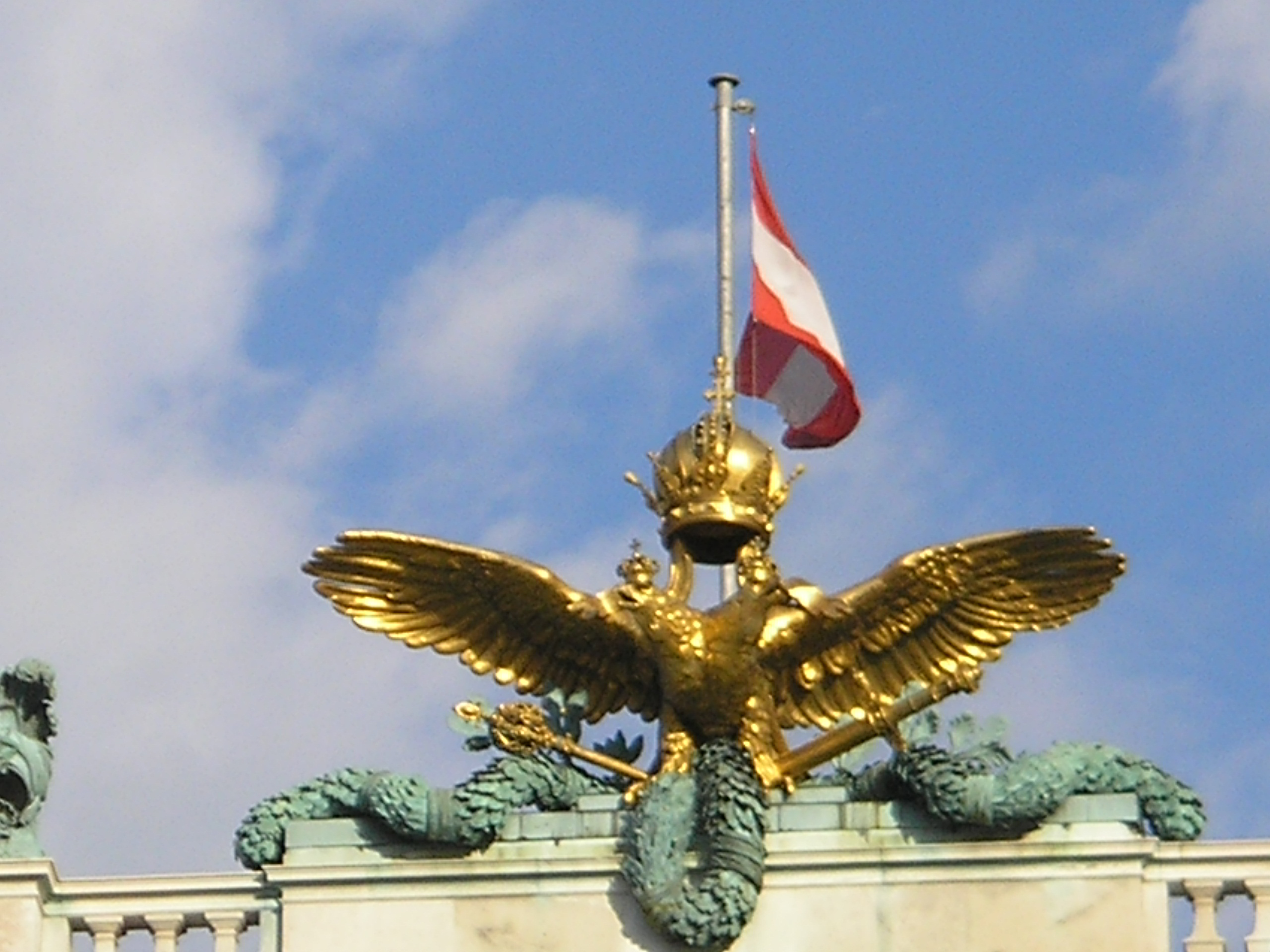
Двоголовий орел з імператорською короною на виступі
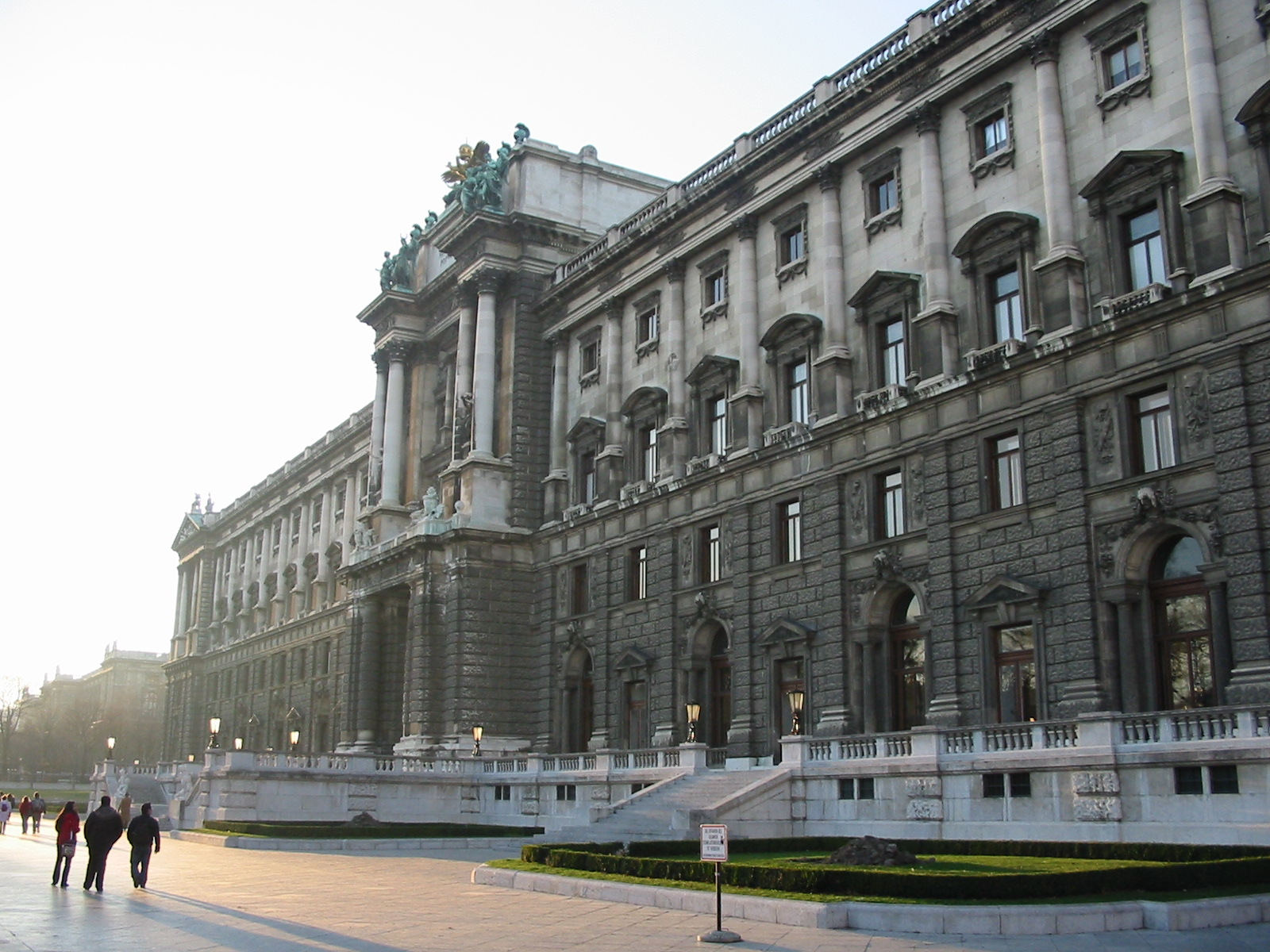
Задня частина будівлі
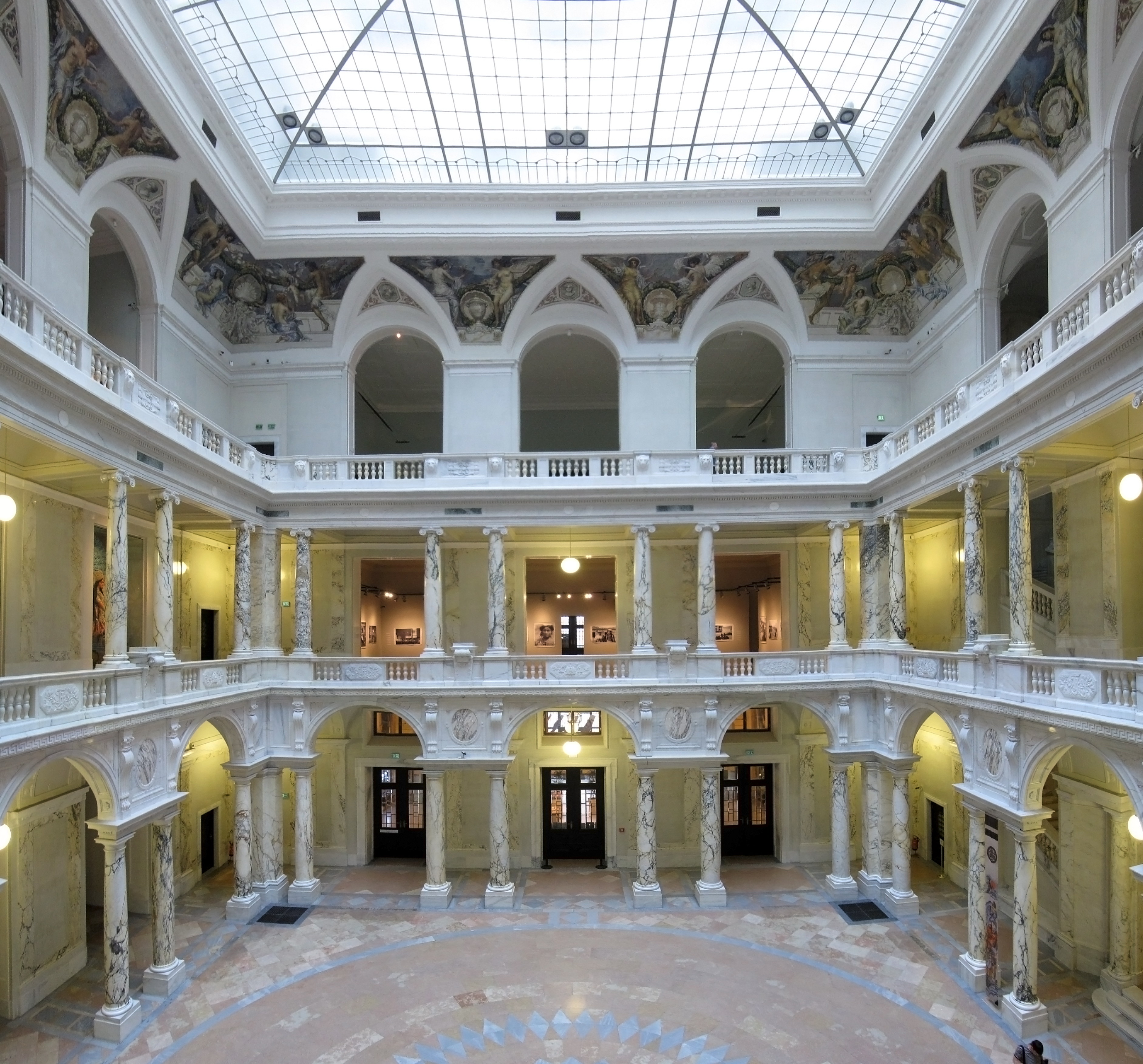
Внутрішній двір
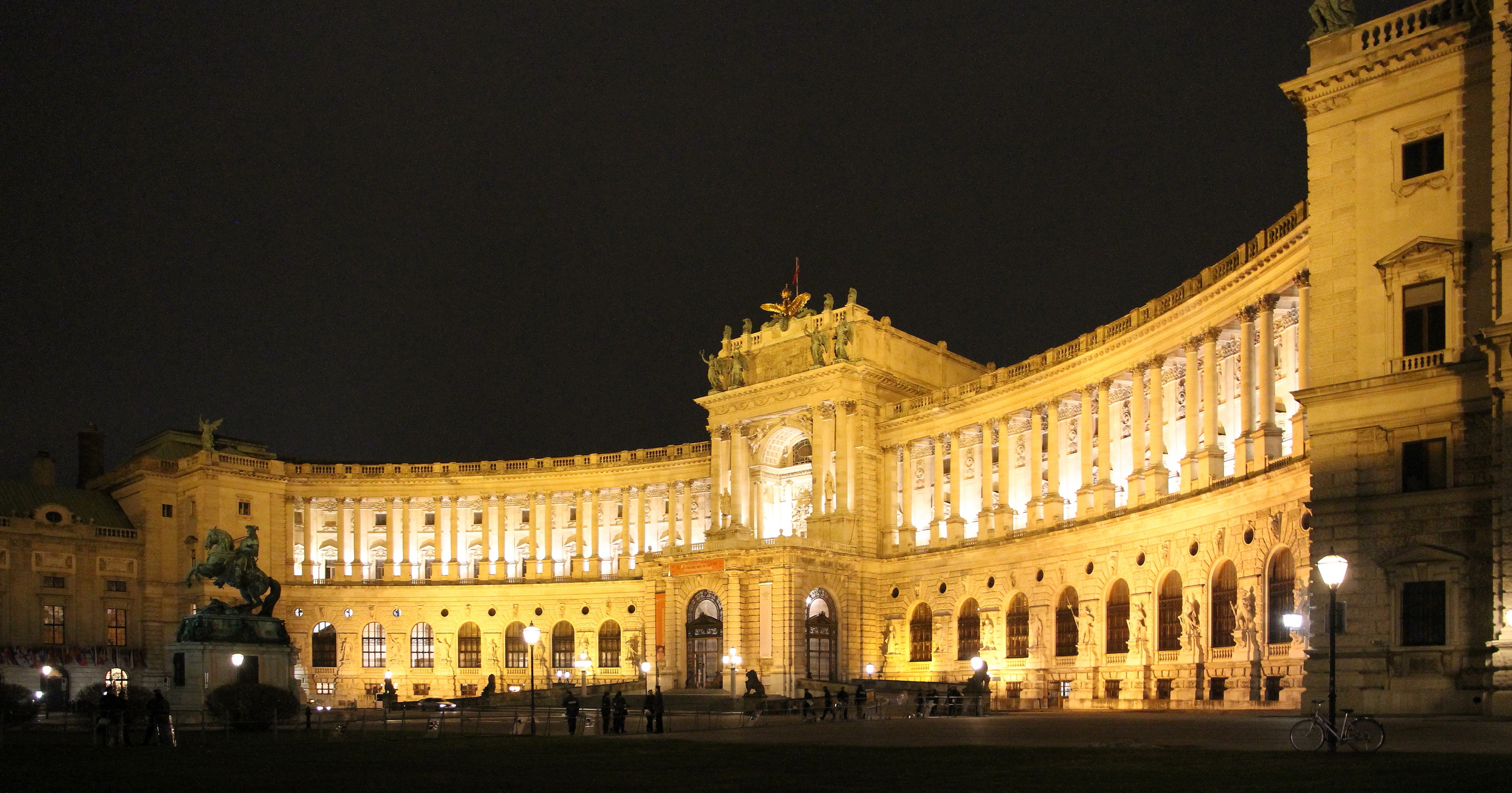
Замок зі святковим освітленням
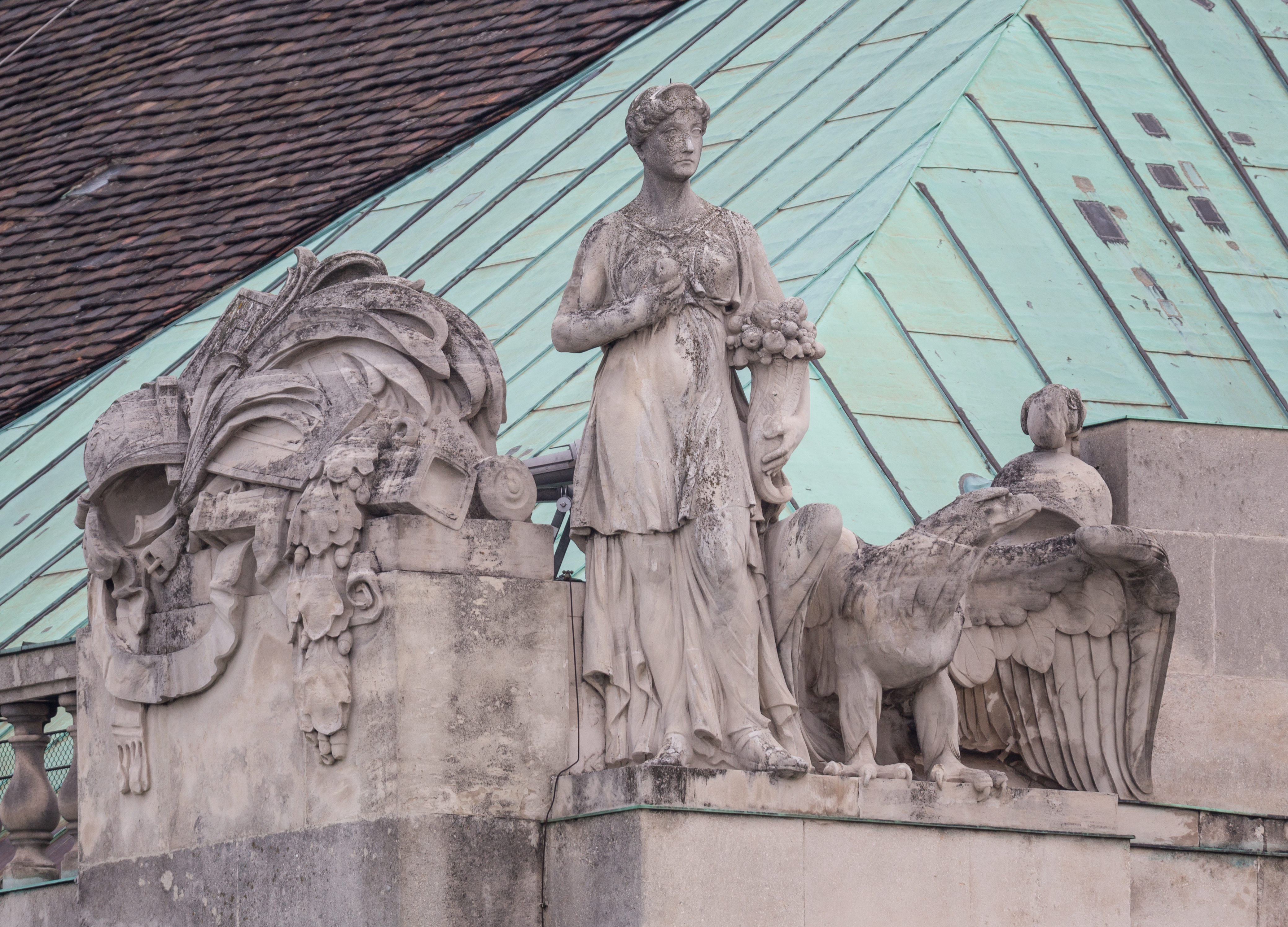
Деталі замку
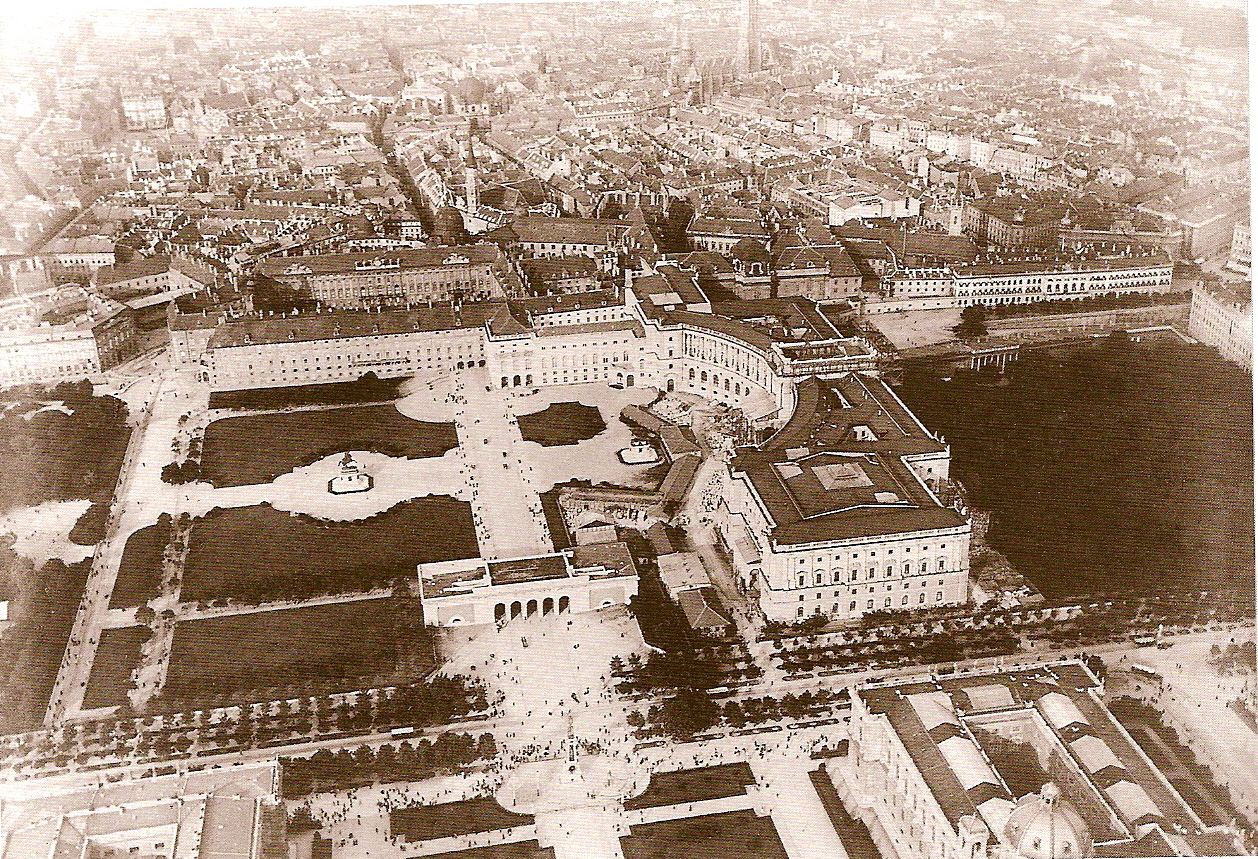
Площа Героїв з висоти пташиного польоту у 1900 році

## Скульптурні композиції

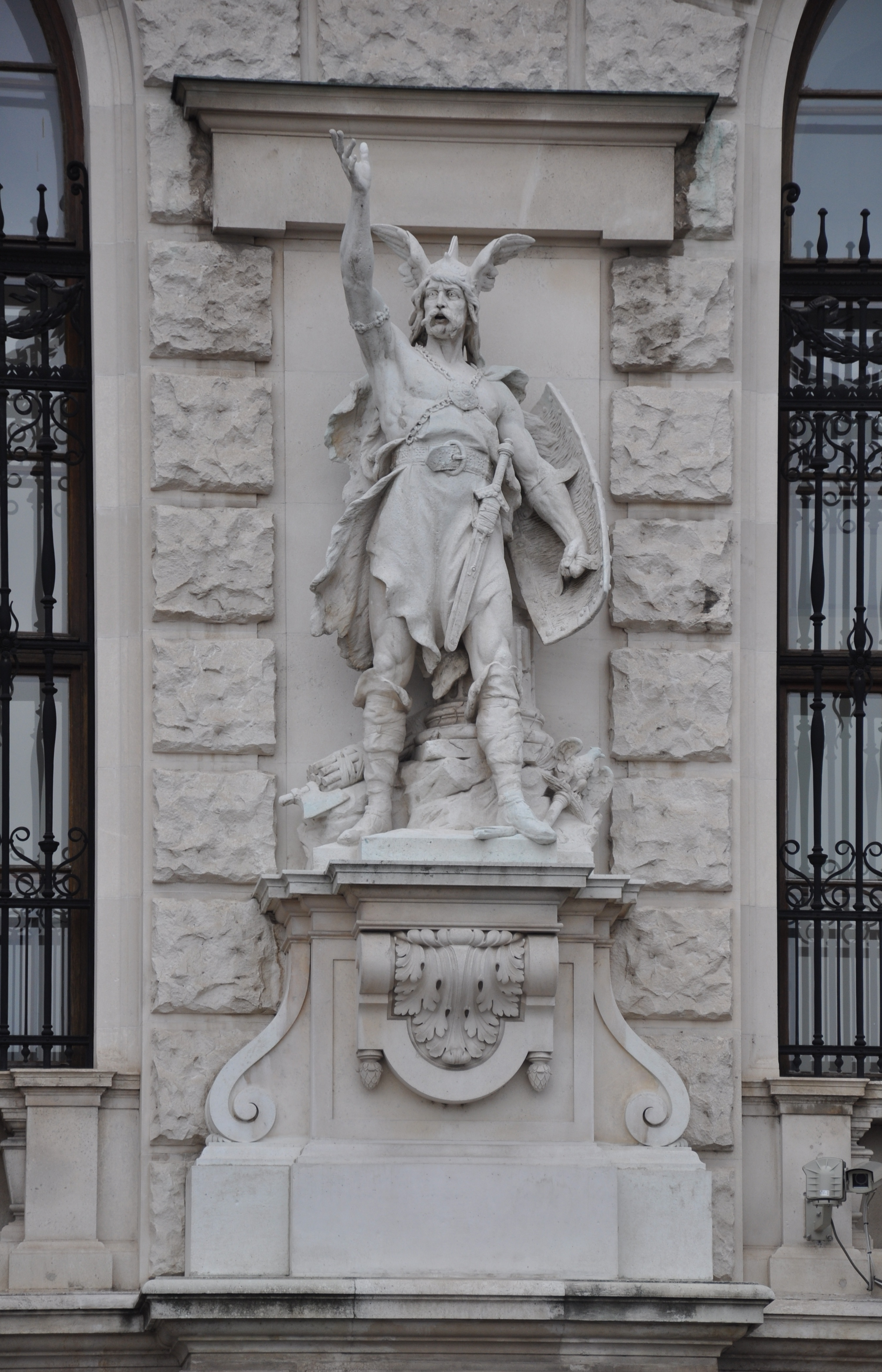
Статуя «Bajuware» Антона Бренека

Фасад, що виходить на Гельденплац, прикрашають 20 скульптур персонажів австрійських історій, які були створені між 1895 і 1901 роками за альбомами Альберта Ільга (список зліва направо):
1. Йоганн Шерпе: Маркоман
2. Вільгельм Зайб: Римський солдат
3. Антон Бренек: Баювар
4. Карл Кундман: Посланець віри
5. Йоган Колоц: Слав
6. Едмунд фон Гельмер: Франконський граф
7. Рудольф Вейр: Мадяри
8. Віктор Тільгнер: Хрестоносці
9. Йозеф Валентин Кассін: Моряк
10. Штефан Шварц: Лицар
11. Едмунд Гофман фон Аспернбург: Магістр
12. Гуго Хердтль: Купець
13. Еммеріх Олексій Свобода вікінгів: Громадян
14. Вернер Девід: Шахтар
15. Антон Шмідгрубер: Ландскнехт
16. Франц Кох: Солдат Валленштейна
17. Антон Бренек: Поле 1683
18. Ріхард Кауффунген: Громадянин Відня 1683 р
19. Антон Пауль Вагнер: Звільнений селянин
20. Йоганн Зільбернагль: Тіроль 1809

## Сьогоднішнє використання

Festsaaltrakt (12), Neue Burg (14) і Corps de Logis (15) в ансамблі Хофбурга

У Ноє Бурзі розташовано декілька музеїв. Ліворуч від мезоніну знаходиться читальний зал Австрійської національної бібліотеки з колекцією папірусу та музеєм папірусу в мезоніні над ним.
Музей Ефеса розташовано в лівій частині Нового Замку. З 10 листопада 2018 року в будівлі розташований Будинок історії Австрії (HGÖ). На першому поверсі знаходиться колекція старовинних музичних інструментів.
До всіх цих музеїв можна потрапити через головний вхід Ноє Бургу. Велика тераса (балкон) площею приблизно 250 м² над порталом, на якому Адольф Гітлер оголосив про «Анексію Австрії» Німецьким Рейхом в 1938 році, є частиною Будинку історії Австрії і наразі не відкрита для відвідування.
Окремо в головному крилі знаходяться Всесвітній музей і Хоф'єгер і збройова палата (одна з найважливіших колекцій зброї у світі).
Бальне крило з бальним залом площею 1000 м² належить до конференц-центру Хофбург.